# Rayan Dutra
Rayan Victor de Castro Dutra (Belo Horizonte, 29 de março de 2002) é um atleta brasileiro de ginástica de trampolim, campeão pan-americano junior, que compete pelo Minas tênis clube. Fez história tornando-se o primeiro campeão pan-americano junior da ginástica de trampolim nos Jogos Pan-americanos Junior de Cali 2021.

## Biografia
Vive em Belo Horizonte, Minas Gerais.
Começou na ginástica com 10 anos de idade no Minas Tênis Clube, que defende até hoje.

## Histórico Competitivo
| Ano  | Evento                                             | Individual |
| ---- | -------------------------------------------------- | ---------- |
| 2019 | Campeonato Sul-americano de Ginástica de Trampolim | 3°lugar    |
| 2021 | Campeonato Sul-americano de Ginástica de Trampolim | 1°lugar    |
| 2019 | Campeonato Brasileiro de Ginástica de Trampolim    | 1°lugar    |
| 2021 | Campeonato Brasileiro de Ginástica de Trampolim    | 1°lugar    |

Competiu nos Jogos Pan-Americanos de 2019, terminando na 5a colocação. 
Chegou também a final do Campeonato Mundial de Ginástica de Trampolim de 2021, na modalidade Trampolim sincronizado, terminando junto de seu parceiro na 7°colocação.
No final de 2021, participando dos Jogos Pan-Americanos Júnior, realizados em Cali, ele obteve amedalha de ouro no individual, e a medalha de prata no sincronizado.
Foi submetido à uma cirurgia de coluna em junho de 2022. Quatro meses depois, nos Jogos Sul-Americanos de 2022, ele obteve uma medalha de prata na modalidade Individual. 
No Campeonato Pan-Americano de Ginástica de 2023, realizado em Monterrey, México, ele obteve a medalha de bronze no individual, com um desempenho próximo ao do medalhista de prata.
Ao se tornar campeão brasileiro em 2023, chamou a atenção ao obter uma nota de 57,770 na final, o que teria sido suficiente para se classificar para a final do Campeonato Mundial de 2022 na sexta colocação. 
Nos Jogos Pan-Americanos de 2023, Rayan obteve duas medalhas, a prata no Individual e o bronze no Sincronizado. 
Rayan se classificou para os Jogos Olímpicos de Paris 2024.